# كريستيان روكا
كريستيان روكا هو صحفي وكاتب وسياسي إيطالي، ولد في 23 يناير 1968 في ألكامو في إيطاليا.